# 林就長
林 就長（はやし なりなが）は、戦国時代の武将。安芸国の戦国大名毛利氏家臣。備後国松岡城（現広島県世羅郡世羅町日向）主。

## 生涯
旧姓は菊池氏で、父・武長から林氏を名乗る。
父・武長は、菊池能運に仕えていたとされ、能運死後に備後へ渡りその後毛利元就に仕える。
兄・長早が小早川隆景に仕えたため、次男の就長が林宗家を継いで、元就に仕える。
天文24年（1555年）の厳島の戦いの論功にて元就より「就」の字の偏諱を賜る。吉田物語にて毛利輝元に厳島で往時の合戦の状況を伝えるという話が採録されている。
永禄5年（1562年）より始まる第二次月山富田城の戦いに従軍し、使者、目付等を任されていることが吉田物語に記載されているが、それより以前のことはよくわかっていない。
天正10年（1582年）の本能寺の変、翌年の賤ヶ岳の戦いを経て、羽柴秀吉へ毛利氏が接近を図るようになると、同年12月から秀吉と毛利輝元の連絡役を務め、上方との折衝に当たった。また、因幡・伯耆の統治を任された井上就重の補佐を小倉元悦と共に行い、天正19年(1591年）より平佐就之の後任として柳沢元政と共に石見銀山の銀山奉行を務める。
天正14年（1586年）の九州征伐では息元善と共に豊前国香春岳攻略戦に参加。息共々、戦功を挙げて豊臣秀吉から感状を受ける。天正16年（1588年）には、豊臣秀吉より豊臣姓を拝領し、7月には肥前守に叙任される。
また、天正15年（1587年）から天正18年（1590年）にかけて行われた惣国検地では、検地奉行、打渡奉行を勤めている。
聖神社（現広島県世羅郡世羅町川尻）を再建し、鎧等を奉納。天正13年（1585年）に毛利元就座像を石見銀山長安寺に奉納（現在は山口県防府市毛利邸にある）する等の活動も伝わる。

## 経歴
- 永禄5年（1562年）より始まる月山富田城の戦いにて、同年7月毛利元就より本城常光方へ使者を任される。（『吉田物語』）
- 永禄7年（1564年）4月、富田城下合戦にて功を立てる。（『吉田物語』）
- 天正元年（1573年）11月、織田信長によって京都を追放され堺にいた将軍・足利義昭に信長の元から羽柴秀吉と朝山日乗が使者として訪れ、帰京を要請した。この会談に毛利輝元の使者として安国寺恵瓊と共に出向く。（『吉田物語』）
- 天正11年（1583年）12月15日、安国寺恵瓊と共に、佐世元嘉・福原貞俊らへ羽柴秀吉と毛利氏との交渉について、蜂須賀正勝・黒田孝高による美作国内諸城及び来島の接収と毛利側の撤退を要請を通知し「只今の天下を見こなし候」と世上についての意見を述べ、毛利輝元・吉川元春・小早川隆景らに検討するよう促す。（『毛利家文書』）
- 同年12月18日、安国寺恵瓊と共に、佐世元嘉へ羽柴秀吉と毛利氏の境界について双方の見解に「天地相違」があること、人質として吉川広家・小早川秀包を提出すべきことを通知。（『毛利家文書』）
- 文禄元年（1592年）4月11日、羽柴秀吉、毛利輝元へ安芸国広島城到着を通知し毛利家の歓待を謝し、その詳細を林就長に伝達させる。（『毛利家文書』）
- 同年4月14日、佐世元嘉、安国寺恵瓊と共に、二宮就辰・鵜飼元辰へ羽柴秀吉の安芸国広島城滞在の様子を報告。（『毛利家文書』）
- 同年12月5日、羽柴秀吉、林就長の報告を受け毛利輝元へ曲直瀬正紹の治療によって病状回復したことを喜び、来春の羽柴秀吉自身が渡海する際には毛利秀元を肥前国名護屋に在陣させること、安芸国広島において大船建造の事情を林就長に説明させる。（『毛利家文書』）

## 参考資料
- 吉田物語[要文献特定詳細情報]
- 陰徳太平記[要文献特定詳細情報]
- 萩藩閥閲録[要文献特定詳細情報]
- 萩藩諸家譜[要文献特定詳細情報]
- 毛利家文書[要文献特定詳細情報]
- 日本城郭大系13 広島・岡山
- 林氏懐中系図[要文献特定詳細情報]